# Tore Sneli
Tore S. Sneli (* 27. Januar 1980) ist ein ehemaliger norwegischer Skispringer.

## Werdegang
Sneli sprang zwischen 1997 und 2002 im Skisprung-Continental-Cup (COC). In der ersten Saison blieb er noch erfolglos. 1998 wurde er mit dem Team Norwegischer Meister in Trondheim. In der Saison 1998/99 erreichte er dann erstmals mit Platz 21 eine gute Platzierung in der Continental-Cup-Gesamtwertung. Am 14. März 1999 sprang er nach einer weiteren guten COC-Saison erstmals in Oslo ein Springen im Skisprung-Weltcup. Dabei erreichte er auf der Normalschanze den 47. Platz. 2000 sprang er erneut drei Springen im Weltcup. Dabei erreichte er in Iron Mountain und Oslo je mit Platz 29 zwei Weltcup-Punkte. Mit den insgesamt vier Punkten belegte er am Ende der Weltcup-Saison 1999/00 den 76. Platz in der Weltcup-Gesamtwertung. Nach zwei weiteren erfolglosen Jahren im Continental Cup beendete er 2002 seine aktive Skisprungkarriere. Er ist seit 2023 Trainer der US-amerikanischen Mannschaft.
Tore Sneli ist der Zwillingsbruder von Arne Sneli, der ebenfalls als Skispringer aktiv war.